# Ентропія Цалліса
У статистичній термодинаміці ентропія Цалліса — узагальнення стандартної ентропії Больцмана — Гіббса, запропоноване Константіно Цаллісом (Constantino Tsallis) 1988 року для випадку неекстенсивних (неадитивних) систем. Його гіпотеза базується на припущенні, що сильна взаємодія в термодинамічно аномальній системі призводить до нових ступенів вільності, до зовсім іншої статистичної фізики небольцманівського типу.

## Визначення та основні відомості
Нехай {\displaystyle P} — розподіл імовірностей і {\displaystyle \mu } — будь-яка міра на {\displaystyle X}, для якої існує абсолютно неперервна відносно {\displaystyle \mu } функція {\displaystyle p={\frac {dP}{d\mu }}}. Тоді ентропія Цалліса визначається як
{\displaystyle S_{q}(P)={k \over q-1}\left(1-\int \limits _{X}^{}{p^{q}}d\mu \right).}
Зокрема, для дискретної системи, що перебуває в одному з {\displaystyle N} доступних станів з розподілом імовірностей {\displaystyle P=\{p_{i}\,|\,i=1,2,...,N\}} ,
{\displaystyle S_{q}(P)={k \over q-1}\left(1-\sum _{i=1}^{N}p_{i}^{q}\right)}.
У разі міри Лебега {\displaystyle \mu =x}, тобто коли {\displaystyle P} — неперервний розподіл з густиною {\displaystyle p(x)}, заданою на множині {\displaystyle X},
{\displaystyle S_{q}(P)={k \over q-1}\left(1-\int \limits _{X}^{}{p^{q}(x)}dx\right)}.
У цих формулах {\displaystyle k} — деяка додатна константа, яка визначає одиницю вимірювання ентропії й у фізичних формулах служить для зв'язки розмірностей, як, наприклад, стала Больцмана. З точки зору задачі оптимізації ентропії ця константа є несуттєвою, тому для спрощення часто вважають {\displaystyle k=1}.
Параметр {\displaystyle q} — безрозмірна величина ({\displaystyle q\in R}), яка характеризує ступінь неекстенсивності (неадитивності) даної системи. У границі при {\displaystyle q\to 1}, ентропія Цалліса збігається до ентропії Больцмана — Гіббса. При {\displaystyle q>0} ентропія Цалліса є увігнутим функціоналом від розподілу ймовірностей і, як звичайна ентропія, досягає максимуму за рівномірного розподілу. При {\displaystyle q<0} функціонал є опуклим і за рівномірного розподілу досягає мінімуму. Тому для пошуку рівноважного стану ізольованої системи при {\displaystyle q>0} ентропію Цалліса потрібно максимізувати, а при {\displaystyle q<0} — мінімізувати. Значення параметра {\displaystyle q=0} — це вироджений випадок ентропії Цалліса, коли вона не залежить від {\displaystyle P}, а залежить лише від {\displaystyle \mu (X)}, тобто від розміру системи (від {\displaystyle N} у дискретному випадку).
У безперервному випадку іноді вимагають, щоб носій випадкової величини {\displaystyle X} був безрозмірним. Це забезпечує коректність функціоналу ентропії з точки зору розмірності.
Історично першими вираз для ентропії Цалліса (точніше, для часткового її випадку при {\displaystyle k={q-1 \over 1-2^{1-q}}}) отримали Дж. Хаврда і Ф. Чарват (J. Havrda і F. Charvát) 1967 року. Разом з тим, при {\displaystyle q>0} ентропія Цалліса є частковим випадком f-ентропії (при {\displaystyle q<0} f-ентропією є величина, протилежна ентропії Цалліса).

### Деякі співвідношення
Ентропію Цалліса можна отримати зі стандартної формули для ентропії Больцмана — Гіббса заміною використовуваної в ній функції {\displaystyle \ln x} функцією
{\displaystyle \ln _{q}x={x^{q-1}-1 \over q-1}}
— так званий q-деформований логарифм або просто q-логарифм (у границі при {\displaystyle q\to 1} збігається з логарифмом). К. Цалліс використовував дещо іншу формулу q-логарифма, яка зводиться до наведеної тут заміною параметра {\displaystyle q} на {\displaystyle 2-q}.
Ще один спосіб отримати ентропію Цалліса ґрунтується на співвідношенні, справедливому для ентропії Больцмана — Гіббса:
{\displaystyle S(P)=-k\lim _{t\rightarrow 1}{\frac {d}{dt}}\sum _{i=1}^{N}p_{i}^{t}}.
Неважко бачити, що якщо замінити в цьому виразі звичайну похідну на q-похідну (відому також як похідна Джексона), виходить ентропія Цалліса:
{\displaystyle S_{q}(P)=-k\lim _{t\rightarrow 1}\,\left({\frac {d}{dt}}\right)_{q}\sum _{i=1}^{N}p_{i}^{t}}.
Аналогічно для неперервного випадку:
{\displaystyle S_{q}(P)=-k\lim _{t\rightarrow 1}\,\left({\frac {d}{dt}}\right)_{q}\int \limits _{X}^{}{p^{t}(x)}dx}.

## Неекстенсивність (неадитивність)
Нехай є дві незалежні системи {\displaystyle A} і {\displaystyle B}, тобто такі системи, що в дискретному випадку спільна ймовірність появи двох будь-яких станів {\displaystyle a\in A} і {\displaystyle b\in B} в цих системах дорівнює добутку відповідних імовірностей:
{\displaystyle \operatorname {Prob} (a,b)=\operatorname {Prob} (a)\operatorname {Prob} (b)},
а в неперервному — спільна густина розподілу ймовірностей дорівнює добутку відповідних густин:
{\displaystyle p_{AB}(x,y)=p_{A}(x)p_{B}(y)} ,
де {\displaystyle x\in X}, {\displaystyle y\in Y} — області значень випадкової величини в системах {\displaystyle A} і {\displaystyle B} відповідно.
На відміну від ентропії Больцмана — Гіббса і ентропії Реньї, ентропія Цалліса, загалом, не володіє адитивністю, і для сукупності систем виконується
{\displaystyle S_{q}(AB)=S_{q}(A)+S_{q}(B)+{1-q \over k}S_{q}(A)S_{q}(B)}.
Оскільки умова адитивності для ентропії має вигляд
{\displaystyle S(AB)=S(A)+S(B)} ,
відхилення параметра {\displaystyle q} від {\displaystyle 1} характеризує неекстенсивність (неадитивність) системи. Ентропія Цалліса є екстенсивною тільки при {\displaystyle q=1}.

## Дивергенція Цалліса
Поряд з ентропією Цалліса, розглядають також сімейство несиметричних мір розбіжності (дивергенції) Цалліса між розподілами ймовірностей зі спільним носієм. Для двох дискретних розподілів з імовірністю {\displaystyle A=\{a_{i}\}} і {\displaystyle B=\{b_{i}\}}, {\displaystyle i=1,2,...,N}, дивергенція Цалліса визначається як
{\displaystyle D_{q}(A,B)={k \over q-1}\left(\sum _{i=1}^{N}a_{i}^{q}b_{i}^{1-q}-1\right)}.
У неперервному випадку, якщо розподіли {\displaystyle A} і {\displaystyle B} задані густинами {\displaystyle a(x)} і {\displaystyle b(x)} відповідно, де {\displaystyle x\in X} ,
{\displaystyle D_{q}(A,B)={k \over q-1}\left(\int \limits _{X}^{}{a^{q}(x)b^{1-q}(x)}dx-1\right)}.
На відміну від ентропії Цалліса, дивергенція Цалліса визначена при {\displaystyle q>0}. Несуттєва додатна константа {\displaystyle k} в цих формулах, як і для ентропії, задає одиницю виміру дивергенції і часто опускається (покладається рівною {\displaystyle 1}). Дивергенція Цалліса є окремим випадком α-дивергенції (з точністю до несуттєвої константи) і, як α-дивергенція, є опуклою за обома аргументами за всіх {\displaystyle q>0}. Дивергенція Цалліса також є окремим випадком f-дивергенції.
Дивергенці. Цалліса можна отримати з формули для дивергенції Кульбака — Лейблера підстановкою в неї q-деформованого логарифма, визначеного вище, замість функції {\displaystyle \ln x}. У границі при {\displaystyle q\to 1} дивергенція Цалліса сходиться до дивергенції Кульбака — Лейблера.

## Зв'язок формалізмів Реньї та Цалліса
Ентропія Реньї та ентропія Цалліса еквівалентні з точністю до монотонного перетворення, що не залежить від розподілу станів системи. Те саме стосується відповідних дивергенцій. Розглянемо, наприклад, ентропію Реньї для системи {\displaystyle P} з дискретним набором станів {\displaystyle \{p_{i}|i=1,2,...,N\}}:
{\displaystyle {\widetilde {S}}_{q}(P)={{\widetilde {k}} \over 1-q}\ln \sum _{i=1}^{N}p_{i}^{q}}, {\displaystyle q\geq 0}.
Дивергенція Реньї для дискретних розподілів з імовірністю {\displaystyle A=\{a_{i}\}} і {\displaystyle B=\{b_{i}\}}, {\displaystyle i=1,2,...,N}:
{\displaystyle {\widetilde {D}}_{q}(A,B)={{\widetilde {k}} \over q-1}\ln \sum _{i=1}^{N}a_{i}^{q}b_{i}^{1-q}}, {\displaystyle q>0}.
У цих формулах додатна константа {\displaystyle {\widetilde {k}}} має таке саме значення, як і {\displaystyle k} у формалізмі Цалліса.
Легко бачити, що
{\displaystyle S_{q}(P)=T_{2-q}({\widetilde {S}}_{q}(P))} ,
{\displaystyle D_{q}(A,B)=T_{q}({\widetilde {D}}_{q}(A,B))} ,
де функція
{\displaystyle T_{q}(x)=k{\exp(x(q-1)/{\widetilde {k}})-1 \over q-1}}
визначена на всій числовій осі і неперервно зростає за {\displaystyle x} (при {\displaystyle q=1} вважаємо {\displaystyle T_{q}(x)={k \over {\widetilde {k}}}x}). Наведені співвідношення мають місце і в неперервному випадку.
Попри наявність зв'язку з цим, слід пам'ятати, що функціонали у формалізмі Реньї та Цалліса мають різні властивості:
- ентропія Цалліса, загалом, не адитивна, тоді як ентропія Реньї адитивна при всіх {\displaystyle q>0};
- ентропія і дивергенція Цалліса є увігнутими або опуклими (крім {\displaystyle q=0}), тоді як ентропія і дивергенція Реньї, загалом, не мають ні тієї, ні іншої властивості[10].